# Mihail al II-lea al Constantinopolului
Mihail al II-lea Kourkouas (Oxeites) (în greacă Μιχαήλ Β΄ Κουρκούας; d. după 1146) a fost un cleric ortodox bizantin, care a îndeplinit funcția de patriarh ecumenic al Constantinopolului în perioada iulie 1143 – martie 1146.

## Biografie
Începutul păstoririi patriarhului Mihail al II-lea poate fi determinat doar cu aproximație, pe baza contextului istoric și a cronicilor contemporane. Biserica Bizantină intrase într-o perioadă de instabilitate la începutul anului 1143, după ce atât patriarhul Leon al Constantinopolului, cât și împăratul Ioan al II-lea Comnenul au murit la câteva luni unul după celălalt. Patriarhul Leon a murit în ianuarie 1143, când împăratul Ioan se afla într-o campanie militară în Asia Mică. Alegerea unui succesor a fost amânată până la întoarcerea împăratului, dar Ioan al II-lea a murit în provincia Cilicia la 8 aprilie 1143, după ce-l numise ca succesor pe cel mai mic din cei dintre fii ai săi, Manuel.
Succesorul desemnat de împărat, Manuel I Comnen, a rămas timp de 30 zile în Cilicia pentru a pregăti funeraliile tatălui său și, după îmbarcarea rămășițelor pământești pe o corabie imperială, a pornit în fruntea armatei bizantine către Constantinopol, unde a ajuns la 27 iunie 1143, potrivit lui Michael Angold, sau în cursul lunii iulie 1143, potrivit lui Venance Grumel. Pentru a-și asigura poziția de împărat în fața altor pretendenți la tron, Manuel a încercat să-și grăbească încoronarea și, pentru aceasta, trebuia mai întâi să numească un nou patriarh. El l-a ales ca patriarh pe Mihail Kourkouas, starețul Mănăstirii Oxeia, care fost întronizat în iulie 1143. Primul său act semnat ca patriarh datează din 20 august 1143. Încoronarea împăratului a avut loc abia la 28 noiembrie 1143, deoarece, din motive necunoscute, patriarhul Mihail a amenințat de mai multe ori că va demisiona.
Perioada păstoririi lui Mihail al II-lea a fost marcată de persecuția religioasă declanșată de împărat împotriva bogomililor. Un sinod s-a întrunit la Constantinopol în 20 august 1143, la începutul păstoririi lui Mihail. Episcopii din Sasina și Blabissa (Capadocia) au fost acuzați de erezie și, ulterior, găsiți vinovați de practici bogomilice, fiind pedepsiți cu depunerea din treaptă și surghiunul la mănăstire. În același an, la 1 octombrie 1143, călugărul Nifon a fost, de asemenea, surghiunit la o mănăstire pentru susținerea celor doi episcopi capadocieni, așteptându-se obținerea unor informații suplimentare cu privire la învățăturile pe care le propovăduia. Sinodul întrunit la 22 februarie 1144 și condus de patriarhul Mihail l-a condamnat pe Nifon ca bogomil și a dispus internarea lui în Mănăstirea Periblepton. Credincioșilor ortodocși li s-a interzis să mai ia legătura cu el. Sinodul a hotărât, de asemenea, condamnarea la arderea de rug a celor vinovați de bogomilie, fără autorizarea prealabilă a autorităților laice.
Durata patriarhatului său variază de la un autor la altul: 2 ani și 8 luni (Nichifor Calist, Leunclavius, Filip de Novara și Matei Cigalas), 3 ani (manuscrisele Atheniensis 1372 și Laurentianus LIX 13) și 3 ani și 5 luni (manuscrisul Paris. supp. 755). Cei 3 ani menționați în manuscrise sunt probabil o rotunjire, în timp ce ultimul manuscris menționat nu este de mare încredere. Din coroborarea informațiilor incluse în toate aceste surse istorice, teologul și bizantinologul francez Venance Grumel (secretar al Revue des études byzantines și autor al unei cronologii a patriarhilor de Constantinopol) consideră că durata patriarhatului lui Mihail al II-lea ar fi de 2 ani și 8 luni, ca urmare a acordului între Nichifor Calist și Leunclavius (surse independente una de alta), deoarece, după opinia sa, cele trei manuscrise nu prezintă mare încredere, iar data furnizată de Cigalas pare a fi o rotunjire. Alte surse contemporane lui Grumel menționează perioade asemănătoare: 1143-1146 (listele lui Karl Krumbacher) și august 1143 – aprilie 1146 (Dictionnaire de théologie catholique).
Patriarhul Mihail al II-lea a abdicat cel târziu la mijlocul lui martie 1146 și s-a întors la Mănăstirea Oxeia, fiind dezamăgit probabil de faptul că nu avea suficientă putere pentru a lua singur hotărâri în chestiunile politice și religioase.